# 香川県議会
香川県議会（かがわけんぎかい）は、香川県の県議会である。本会議、議会運営委員会、常任委員会、特別委員会および事務局から構成されている。

## 概要
- 所在地：高松市番町四丁目1番10号

### 会派
（2023年11月22日現在）
| 会派                 | 備考                  | 議席数 | 女性議員数 | 女性議員の比率(%) |
| -------------------- | --------------------- | ------ | ---------- | ----------------- |
| 自由民主党香川県政会 | 自由民主党19・無所属2 | 21     | 4          | 19.04             |
| 自由民主党議員会     | 自由民主党            | 5      | 0          | 0                 |
| 国民民主党議員会     | 国民民主党            | 5      | 2          | 40                |
| 立憲・市民派ネット   | 立憲民主党3、無所属1  | 4      | 1          | 25                |
| 公明党議員会         | 公明党                | 2      | 1          | 50                |
| 共産党香議員団       | 日本共産党            | 1      | 0          | 0                 |
| みらい香川           | 無所属                | 1      | 1          | 100               |
| 香川・せとうちnext   | 無所属                | 1      | 0          | 0                 |
| 欠員                 |                       | 1      |            |                   |
| 現員                 |                       | 41     | 9          | 21.95             |

自由民主党は、議長人事を巡って2016年5月2日に「香川県議会自由民主党議員会」（分裂前28人）から11人が独立、一人会派「県政会」と合流し「自由民主党香川県政会」となって以後、分裂状態が続いている。

### 常任委員会
- 総務委員会
- 環境建設委員会
- 文教厚生委員会
- 経済委員会

### 特別委員会
- 総合防災対策特別委員会
- 少子化対策特別委員会
- 県立アリーナ整備等に関わる特別委員会
- デジタル田園都市推進特別委員会

### 事務局
- 総務課
- 議事課
- 政務調査課
- 議会図書室

### 香川県議会議事堂
香川県庁舎東館の南にある。

## 現在の議員
自民党会派 
 公明党 
 立憲民主党 
 国民民主党 
 共産党 
| 高松市                             | 大山一郎（県政会）     | 都築信行             | 植田真紀           | 田井久留美           |
| 高松市                             | 宮本欣貞（県政会）     | 富野和憲             | 金藤友香理         | 天雲千恵美（県政会） |
| 高松市                             | 山本悟史               | 岡野朱里子（県政会） | 平木享（議員会）   | 鎌田守恭（議員会）   |
| 高松市                             | 松本公継（議員会）     | 里石明敏（県政会）   | 樫昭二             |                      |
| 丸亀市                             | 米田晴彦               | 山田正芳（議員会）   | 川池秀文（県政会） | 山本直樹（県政会)    |
| 坂出市                             | 植條敬介（県政会）     | 宮岡陽子             | 尾崎道広（県政会） |                      |
| 善通寺市                           | 山根千佳（県政会）     | 氏家寿士（県政会）   |                    |                      |
| 観音寺市                           | 城本宏（県政会）       | 友枝俊陽             | 五味伸亮           |                      |
| さぬき市                           | 三木由美子             | 十河直（県政会）     |                    |                      |
| 東かがわ市                         | 花崎光弘（県政会）     | 鏡原慎一郎           |                    |                      |
| 三豊市                             | 斎藤勝範（議員会）     | 森裕行               | 白川和幸（県政会） |                      |
| 小豆郡                             | 谷久浩一（県政会）     | 小泉敦               |                    |                      |
| 木田郡                             | 松原哲也（県政会）     |                      |                    |                      |
| 綾歌郡                             | 松岡里佳               |                      |                    |                      |
| 仲多度郡第一（琴平町、まんのう町） | 五所野尾恭一（県政会） | 氏家孝志（県政会）   |                    |                      |
| 仲多度郡第二                       | 新田耕造（県政会）     |                      |                    |                      |

## 選挙区・有権者数
| 選挙区      | 市町村             | 定数 | 有権者数 |
| 高松市      | 高松市、直島町     | 15   | 348,930  |
| 丸亀市      | 丸亀市             | 4    | 90,467   |
| 坂出市      | 坂出市、宇多津町   | 3    | 56,698   |
| 善通寺市    | 善通寺市           | 2    | 25,314   |
| 観音寺市    | 観音寺市           | 3    | 47,975   |
| さぬき市    | さぬき市           | 2    | 39,431   |
| 東かがわ市  | 東かがわ市         | 2    | 26,130   |
| 三豊市      | 三豊市             | 3    | 54,291   |
| 小豆郡      | 小豆島町、土庄町   | 2    | 23,035   |
| 木田郡      | 三木町             | 1    | 23,213   |
| 綾歌郡      | 綾川町             | 1    | 19,640   |
| 仲多度郡第1 | 琴平町、まんのう町 | 2    | 22,954   |
| 仲多度郡第2 | 多度津町           | 1    | 18,124   |
| 合計        |                    | 41   |          |

## 主な元職
- 木村義雄（小泉内閣厚労副大臣、元参議院議員）
- 山内俊夫（福田内閣文科副大臣、元参議院議員）
- 有福哲二（坂出市長）
- 梶正治（元丸亀市長）
- 片山圭之（元丸亀市長）
- 大久保諶之丞（瀬戸大橋提唱者）

## その他

### 海外視察問題
2017年7月21日に放送されたフジテレビ系列「金曜プレミアム・実録!金の事件簿」において数日間に渡ってドイツ・スイス・イタリアで税金を使い、物見遊山同然の悪質な視察旅行を行っていた事が放映された。
同年11月17日、市民団体「市民オンブズ香川」が視察は単なる観光旅行だとし、2016年8月から2017年6月にかけて行われた海外視察4件の費用、あわせて約3400万円を議員20人に、更に旅行会社に支払った通訳などの業務委託費約960万円を知事が返還することを求め高松地裁に提訴した。
2021年12月24日、天野智子裁判長は20人全員に対し、計約760万円の返還を請求するよう浜田知事に命じる判決を出した。視察先での飲酒について「職務中に許されるものではない」などと指摘。旅行会社への業務委託料約950万円については、財務会計上、違法ではないとして棄却。翌年1月7日、県側は控訴を断念し判決を受け入れる旨を発表。
2023年8月28日、同年11月に予定されている海外派遣の費用が高すぎるとして「市民オンブズ香川」が県に対し公費の支出の差し止めを求める住民監査請求をした。

### ゲーム条例問題
2020年、「香川県ネット・ゲーム依存症対策条例」の制定に対し、「前時代的で非合理的である」などというパブリックコメントが寄せられるなど、県内外で物議を醸した。同条例は3月18日に可決され、4月1日より施行。また、同条例可決後、香川県議会のホームページが2時間にわたりアクセスが困難な状況となった。これは香川県に対する初めてのサイバー攻撃の事例となった。